# Astérisme (gemmologie)
Pour les articles homonymes, voir Astérisme (homonymie).
En gemmologie, on appelle astérisme un effet d'étoile ou de croix sur certaines pierres gemmes. Les raies lumineuses formant la croix peuvent être au nombre de quatre, six, et rarement douze. De très nombreuses espèces minérales présentent cette particularité. L'astérisme est dû à l'interférence de la lumière avec les inclusions, par exemple le rutile dans les corindons, la magnétite pour le diopside. L'effet peut être spectaculaire sur les pierres taillées en cabochon.
Star of Bombay (Étoile de Bombay) est un saphir du Sri Lanka de 182 carats (36,4 g). Cette pierre est conservée au Smithsonian Institution de Washington. Elle fut offerte par Douglas Fairbanks à son épouse, Mary Pickford, qui la légua à l'institution gérée par le gouvernement américain,.
L'étoile peut apparaître sur les deux faces de la pierre comme pour l'Étoile de l'Inde.

## Galerie

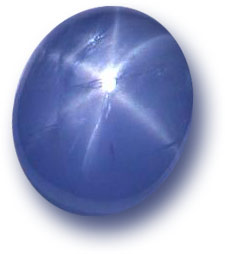
Saphir - Star of Bombay, Smithsonian Institution
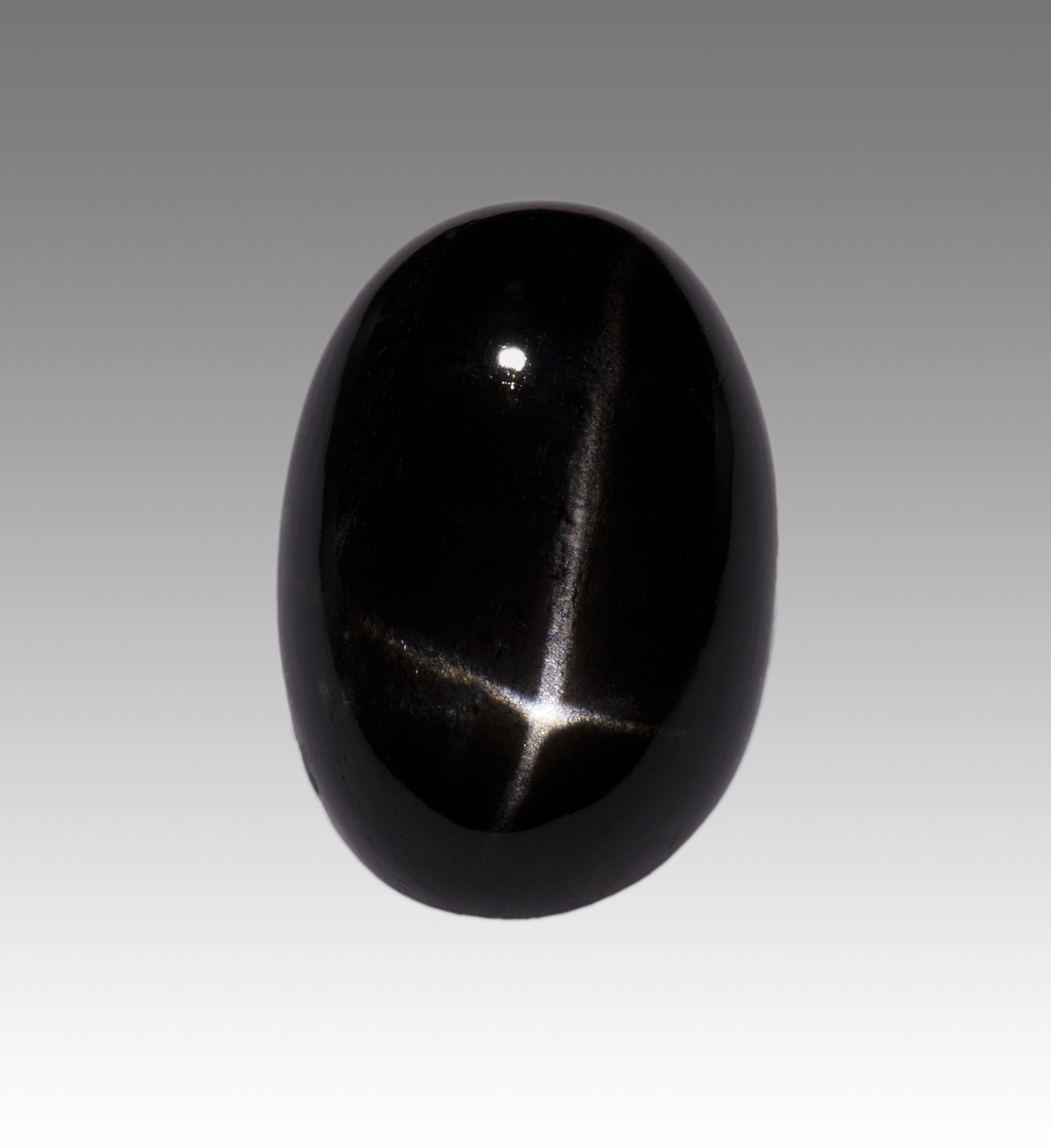
Diopside (cabochon astérié) - Inde